# Estadio Municipal Federico Schwager
Das Estadio Municipal Federico Schwager (deutsch: Städtisches Federico-Schwager-Stadion) ist ein Stadion in der chilenischen Stadt Coronel. Es wurde im Jahre 1945 eröffnet und fasst heute 4.000 Zuschauer.
Seit dem Jahr 2007 wird das Stadion für 500 Millionen Peso bis 2008 renoviert.
Der Fußballverein Lota Schwager trägt hier seine Heimspiele aus.